# Proshapalopus
Proshapalopus es un género de arañas migalomorfas de la familia Theraphosidae. Son originarias de Brasil.  

## Especies
Según The World Spider Catalog 11.0:
- Proshapalopus amazonicus Bertani, 2001
- Proshapalopus anomalus Mello-Leitão, 1923
- Proshapalopus multicuspidatus (Mello-Leitão, 1929)